# TUI Nederland
TUI Nederland is een Nederlandse reisorganisatie die bestaat sinds 1997 en eigendom is van de TUI Group.

## Geschiedenis
TUI Nederland is oorspronkelijk opgericht in 1876 onder de naam Lisonne en is daarmee de eerste en oudste reisorganisatie van Nederland. Door fusies en overnames is de reisorganisatie uitgegroeid tot zijn huidige vorm. TUI Nederland kent zijn oorsprong in drie verschillende grote bedrijven die later werden overgenomen door TUI. Holland International dat werd opgericht in 1974 (voormalig Lisonne), KRAS dat werd opgericht in 1922 als een lijndienst met paard en wagen van Ammerzoden naar Den Bosch en Reisbureau Twente dat werd opgericht in 1934 door Frits Arke. In de jaren vijftig werd Reisbureau Twente omgedoopt tot Reis- en Passagebureau Arke en later hernoemd naar Arke Reizen. Halverwege de jaren negentig komen Holland International en Arke Reizen in handen van het Duitse TUI AG. De bedrijven vallen sinds 1997 onder TUI Nederland. In 2000 werd ook het merk KRAS toegevoegd.
In 2005 werd TUI Nederland verder uitgebreid met een eigen luchtvaartmaatschappij onder de naam Arkefly. Dit is de voorloper van het huidige TUI fly. TUI Nederland was daarmee de eerste reisorganisatie met een eigen luchtvaartmaatschappij in Nederland. 
In 2007 fuseerde TUI AG met het Britse First Choice Holidays PLC, waarbij het een nieuwe internationale strategie uitstippelde en in 2014 verder ging onder de naam TUI Group. Hierdoor vormden in 2014 TUI Nederland en TUI België de cluster TUI Benelux. Als onderdeel van de strategie veranderde de naam Arke in oktober 2015 naar het huidige TUI.
In 2020 werd besloten door TUI Benelux om te stoppen met het losse merk KRAS en de producten samen te voegen met TUI.

## Producten
TUI Nederland is een reisorganisatie met een eigen luchtvaartmaatschappij en 140 reisbureaus.
TUI is aangesloten bij de ANVR (Algemene Nederlandse Vereniging van Reisondernemingen), SGR (Stichting Garantiefonds Reisgelden), SGC (Stichting Geschillencommissies voor Consumentenzaken) en Calamiteitenfonds.
In 2019 nam TUI de beslissing om geen vluchten naar Parijs met TUI Fly meer aan te bieden en deze verbinding te vervangen door aanbod met de trein.